# 磷酸锶
磷酸锶是一种无机化合物，化学式为Sr3(PO4)2。它可由磷酸氢二铵和碳酸锶在高温反应制得；或由磷酸氢二铵和硝酸锶在氨水调节pH后进行水热反应得到。它在高温（1000 °C）下和磷酸铬、铬反应，可以得到Sr2Cr(PO4)2晶体。